# South Hero
South Hero est une ville du comté de Grand Isle dans l'État du Vermont aux États-Unis.

## Géographie
South Hero est située sur l'île de Grand Isle, qu'elle partage avec la ville de Grand Isle. Son altitude varie entre 9 et 29 mètres.

## Démographie
Au recensement de 2000, sa population était de 1 696 habitants.